# Zorzi

Escudo de armas de la familia Zorzi.

Los Zorzi o Giorgi eran una familia de origen veneciano. Ellos prosperaron en la Baja Edad Media, especialmente en los restos del Imperio latino en Grecia, donde controlaban el Marquesado de Bodonitsa y por matrimonio el Ducado de Atenas hasta la conquista otomana.
Bajo Nicolás I tomaron el control de Bodonitsa en 1335. Nicolás fue sucedido por Francisco, quien gobernó el marquesado por casi cuarenta años. En 1414, Nicolás II fue derrotado y los turcos tomaron el control de Bodonitsa, sin embargo, Nicolás III continuó empleando el título y acumulando el prestigio que venía con él. Casó a su hija Clara con el duque de Atenas, Nerio II. Clara gobernó el ducado en nombre de su joven hijo Francesco I.